# قواعد شهوت
قواعد شهوت (انگلیسی: The Principles of Lust) یک فیلم درام بریتانیایی است که در سال ۲۰۰۳ منتشر شد. از بازیگران آن می‌توان به الک نیومن، مارک وارن، و سیه‌نا گیلری اشاره کرد.